# Mad Max II – Der Vollstrecker
Mad Max II – Der Vollstrecker (Originaltitel: Mad Max 2: The Road Warrior) ist ein australischer Actionfilm aus dem Jahr 1981. Der Film entstand unter der Regie von George Miller und setzt die Geschichte des Polizisten Max Rockatansky aus Mad Max fort. Am 27. August 1982 erschien der Film in den westdeutschen Kinos und 1983 auf Video.
Die Handlung setzt drei Jahre nach den Ereignissen von Mad Max ein. Die Zivilisation ist inzwischen zusammengebrochen, die permanente Suche nach Treibstoff ist für die meisten Überlebenden zur neuen Normalität geworden. So auch für Max Rockatansky, der mit seinem modifizierten Ford XB Falcon GT Hardtop V8 Interceptor Pursuit Special durch die Wüste Australiens fährt.

## Handlung
In einem kurzen Prolog wird die postapokalyptische Welt und deren Entstehung aufskizziert, wobei visuelles Material aus dem ersten Teil der Serie sowie historisches Filmmaterial verwendet wird. 
Der Ex-Polizist Max fährt mit seinem Ford Interceptor ziellos durch ein postapokalyptisches Ödland und muss sich des Angriffs einer marodierenden Bande erwehren. Dabei entdeckt er eine liegengebliebene Zugmaschine. Ein kleines Musikspiel ist das einzig Brauchbare, was er in ihr findet. Am nächsten Morgen wird Max von einem Tragschrauberpiloten in eine Falle gelockt, nachdem er sich dessen scheinbar verlassenem Fluggerät genähert hat. Mithilfe seines Hundes gelingt es Max jedoch, den Piloten zu überwältigen. In Todesangst erzählt dieser ihm von einer zur Festung ausgebauten Raffinerie, in welcher es große Mengen an Benzin geben solle. Der von akuter Treibstoffknappheit bedrohte Max nimmt den Piloten gefangen und macht sich mit ihm auf den Weg zu besagter Raffinerie.
Dort angekommen, werden beide Zeugen eines Belagerungszustandes: Vor der Festung patrouillieren dutzende Marodeure auf ihren Motorrädern und in ihren Autos, um einen möglichen Ausbruch der Bewohner zu verhindern und selbst in die Raffinerie und damit in den Besitz des Öls und Benzins zu gelangen. Als am nächsten Tag Spähtrupps der Belagerten abgefangen werden, ergreift Max seine Chance, befreit einen Verletzten und bringt ihn zur Raffinerie zurück. Er gelangt so in die Festung. Allerdings stehen ihm die Raffineriebewohner sehr misstrauisch gegenüber, und nachdem der Verletzte gestorben ist, ist auch Max’ Abmachung mit ihm, er würde für seine Hilfe Benzin in rauen Mengen erhalten, obsolet. Max’ Auto wird beschlagnahmt und er selbst zum Gefangenen.
Währenddessen versammeln sich sämtliche Marodeure vor der Festung. Deren Anführer Humungus stellt den Bewohnern ein Ultimatum, sämtlichen Treibstoff und die Ölförderanlage friedlich seiner Bande zu überlassen. Im Gegenzug werde er ihre Leben verschonen. Es entbrennt sogleich ein Streit zwischen den Bewohnern, ob man ihm trauen und sein Angebot annehmen solle, als sich Max in die Diskussion einmischt und den Bewohnern anbietet, eine Zugmaschine zu besorgen, mit welcher die Raffineriebewohner in der Lage wären, ihren riesigen Treibstofftank auf ihrer Flucht vor Humungus’ Bande mitzunehmen. Als Gegenleistung verlangt er sein Auto zurück und zudem soviel Benzin, wie er mitführen könne. Pappagallo, der Wortführer der Gemeinde, willigt schließlich ein und Max macht sich nachts zu Fuß auf den Weg zum verlassenen Truck. Mit Unterstützung des vormals zurückgelassenen Tragschrauberpiloten erreicht er schließlich die Zugmaschine und kann diese in die Raffinerie fahren, nicht ohne jedoch auf dem Weg dorthin von Humungus’ Bande angegriffen zu werden. Gegen die Einwände Pappagallos betankt Max wie vereinbart seinen Wagen und verlässt die Festung im Morgengrauen. Dabei wird er von Wez und einigen anderen Bandenmitgliedern gestellt, sein Auto zerstört und er selbst schwer verletzt.
Der Pilot entdeckt ihn in der Wüste und bringt ihn mit seinem Fluggerät zurück zur Festung. Dort laufen bereits die Vorbereitungen für den geplanten Ausbruch. Der nur geringfügig genesene Max fordert, selbst der Fahrer des mittlerweile zu einer fahrenden Festung umgebauten Sattelschleppers mit dem Treibstoff zu sein. Papagallo erklärt sich damit einverstanden. Nach dem Verlassen der Raffinerie sieht sich Max als Fahrer des Tanklasters abermals den Angriffen der Gesetzlosen ausgesetzt. Ihm gelingt die Verteidigung des wertvollen Tanks. Bei einem finalen Frontalzusammenstoß mit Humungus’ Auto werden dieser und Wez getötet. Max kommt dabei mit dem Sattelzug von der Straße ab, wobei der gesamte Tanklaster auf die Seite kippt.
Max überlebt den Unfall, muss jedoch ernüchtert feststellen, dass sich im Tank nur Sand befindet. Der Tankzug mit nur wenigen Bewachern sollte die Marodeure ablenken, während die Bewohner der Raffinerie diese mit Sprengsätzen zerstören und samt Benzinfässern in einer Autokolonne in ein angeblich friedliches Land nach Norden fahren. Max bleibt allein in der Wüste zurück.

## Kritiken
„Wegweisend!“

„[E]in recht harter, aber intelligenter und stilbildender SF-Endzeitfilm mit exzellenter Action. Über 200 aufwändige und gefährliche Stunt-Szenen wurden gedreht.“

„Mit einem Übermaß an Brutalität, Zerstörungsorgien und zynisch choreografierten Metzeleien inszeniertes apokalyptisches Fresko. Angesichts seiner gewaltverherrlichenden Tendenz wirkt die technische Perfektion des Films um so ärgerlicher.“

## Auszeichnungen
- L.A. Film Critics Association 1982 – Bester ausländischer Film
- Saturn Award 1982 – Bester internationaler Film

## Wissenswertes
- Obwohl als Fortsetzung zu Mad Max konzipiert, ist Mad Max II weitestgehend eigenständig und benötigt kaum die Vorkenntnis des ersten Teils, ähnlich den  Dollar-Filmen von Sergio Leone. Auch sonst lassen sich Parallelen zum Western ziehen: Wenngleich in einer dystopischen nahen Zukunft angesiedelt, handelt es sich auch hier um eine Variation recht gängiger Cowboy-und-Indianer-Geschichten, in der Gewaltdarstellung freilich an ein erwachsenes Publikum angepasst. Zuweilen wirkt Millers postapokalyptische Zukunft sogar altertümlicher als der wilde Westen: Zwar werden mit Waffen aufgerüstete Autos und Motorräder als Fortbewegungsmittel genutzt, von Schusswaffen oder gar Flammenwerfern wird im Film aus Mangel an Munition aber selten Gebrauch gemacht, vielmehr nimmt man mit archaischeren Waffen wie Pfeil und Bogen, Armbrust, Harpunen oder Bumerangs Vorlieb.

- Trotz der Eigenständigkeit der Handlung sind Verweise zu Teil 1 vorhanden und lassen somit eine zeitliche Einordnung nach den Geschehnissen im Vorgänger zu. Beispielsweise ist der rechte Arm von Max’ Lederjacke abgeschnitten und er trägt eine Schiene, um sein Knie zu stützen, was beides Folgen seiner Verletzungen im ersten Teil (Armbruch und Pistolenschuss ins Knie) sind. Außerdem wird im kurzen Prolog die Handlung von Teil 1 visuell aufgegriffen.

- Millers Mad-Max-Szenario fand viele Nachahmer, in der Regel italienische Billigproduktionen, die dasselbe Maß an Gewalt aufbrachten, jedoch abzüglich spektakulärer Verfolgungsjagden.

- Auf der Erfolgswelle der ersten beiden Teile wurde mit Mad Max – Jenseits der Donnerkuppel im Jahr 1985 ein dritter Teil gedreht. So wurde aus einem einzigen Film über Motorradbanden in naher Zukunft eine ungewollte Trilogie mit nur lose zusammenhängender Handlung.

- Allein für die finale Verfolgungsjagd am Ende des Films wurden bei den Dreharbeiten 40 Autos und ein Tanklaster zerstört.

- In den USA lief der Film unter dem Titel The Road Warrior, da Teil eins dort weitestgehend unbekannt war. Der bis dahin unbekannte Mel Gibson legte mit ihm den Grundstein für seine internationale Karriere.

- Der Hund ist ein sogenannter Blue Heeler. Der Name des Hundes ist „Hund“. Der Name der Hundefutter-Marke „Dinki-Di“ spielt auf das gleiche australische Slang-Wort an, das sich mit „original, echt, das einzig Wahre“ übersetzen lässt.

- An einer Seite des Tanklasters sind die Worte „Seven Sisters Petroleum“ aufgemalt, eine Anspielung auf die sieben Ölkonzerne, die in den 1960er und 1970er Jahren den Öl-Weltmarkt praktisch aufgeteilt hatten und The Seven Sisters genannt wurden.

- Die Produktionskosten beliefen sich auf 4 Millionen USD. Mel Gibson erhielt 120.000 USD Gage. Insgesamt spielte der Film über 100 Millionen Dollar ein. In Deutschland landete Mad Max II mit 1,8 Millionen Zuschauern im Jahr 1982 auf Rang 8.

- In der Simpsons-Folge Bart gegen Australien wird die Familie von einem Mob verfolgt, der stereotype und popkulturelle Anspielungen auf das Land macht: Neben Aborigines nimmt so auch eine Horde Biker aus Mad Max II an der Verfolgung teil.

- Der Tragschrauberpilot wird von dem Schauspieler Bruce Spence verkörpert, der auch in Mad Max III zum Filmende das Flugzeug steuert.

- Der Tragschrauberpilot („Gyro Captain“) wird in der Erzählung am Ende des Films in der deutschen Version fälschlicherweise als Hubschrauberkapitän bezeichnet. Im Film fliegt er jedoch nur einen Tragschrauber. Aus diesem Grund treibt der Pilot auch den Rotor für einen schnelleren Start vor dem Showdown per Hand an und er kann nach dem Showdown selbst mit defektem Rotor, aber funktionierendem Propeller mit dem Gerät auf der Straße fahren.

- Die gesamte Mad-Max-Filmreihe hatte Einfluss auf spätere postapokalyptisches Szenarien, insbesondere auf die Computerspiel-Reihe Fallout: Auch hier gab es einen Atomkrieg, der das Land zu einer kargen Ödnis verwandelt hat; die Optik von Städten, die aus Schrott oder alten Fahrzeugen erbaut wurden, erinnert stark an die Filme, und die „Raider“ genannten Banditen mit ihren zum Teil fantasievollen Rüstungen aus Schrottteilen sind ebenfalls stark von den Straßenbanden aus Mad Max inspiriert.

## Fahrzeuge
Fast alle in Mad Max II verwendeten Fahrzeuge sind Umbauten von Serienfahrzeugen des australischen Marktes. Um die Fahrzeuge zu verfremden, wurden meist Teile der Fahrzeugfront verändert, die Karosserie ganz abgenommen oder einfach das Dach abgeschnitten. Fast unverändert geblieben sind der Commer-Schulbus und die Zugmaschine Mack R600 Cool Power.
Der Pursuit Special aus Mad Max I ist ein 1974er Ford Falcon XB Sedan mit 351ci-Cleveland-V8-Motor und diversen Modifikationen.
In Mad Max II ist es ein 1973er Ford Falcon XB GT Coupe mit 351-V8-Motor. Es handelt sich um eine limitierte GT351-Version des Ford XB Falcon Hardtop.
Der Name ist dann je nach Sprache verschieden, so z. B. „V8 Verfolger“ bzw. „V8 Pursuit Special“ oder auch „Pursuit Special“.
Gravierende Änderungen am Fahrzeug sind der Weiand-Kompressor und die großen Tanks samt Sicherung mit Sprengsatz.
Der Original-Falcon stand nach Mad Max I zum Verkauf; nachdem die Fortsetzung beschlossene Sache war, nahm man den Wagen wieder vom Markt, um ihn in Mad Max II noch einmal zu verwenden.
Von diesem Fahrzeug wurden insgesamt nur 949 Stück produziert. Der für den Film umgebaute Falcon steht jetzt im Cars of the Stars Motor Museum in England. Selbst heute noch gibt es genaue Anleitungen, um einen Ford Falcon so umzubauen, dass er dem Wagen im Film entspricht. Seit 2008 gibt es das Auto als Standmodell der chinesischen Spielzeugfirma Firma AutoArt.

## Drehorte
Mad Max II entstand in New South Wales (Australien) zwischen Broken Hill und Silverton. Will man die einzelnen Drehorte besuchen, so gibt es vor Ort genügend Straßenkarten, auf denen diese ausgewiesen sind.